# Municipio Solidaridad
Koordinaten: 20° 42′ N, 87° 12′ W
Solidaridad ist ein Municipio im mexikanischen Bundesstaat Quintana Roo. Der Sitz der Gemeinde und dessen größter Ort ist Playa del Carmen. Die Gemeinde hatte im Jahr 2020 333.800 Einwohner, ihre Fläche beträgt 2.014,9 km². Das Municipio wurde 1993 vom Municipio Cozumel abgespalten, 2007 wurden Solidaridad einige zuvor im Bundesstaat Yucatán gelegene Orte zugeschlagen, 2008 wiederum das Municipio Tulum von Solidaridad ausgegliedert.

## Geographie
Das Municipio Solidaridad liegt zwischen Meereshöhe und 100 m Höhe in der physiographischen Provinz der Halbinsel Yucatán, davon zu 98,6 % in dessen Karstgebieten. Geologisch wird das Gemeindegebiet von Kalkstein dominiert, vorherrschender Bodentyp ist der Leptosol. Über 96 % des Municipios werden von Regenwäldern eingenommen.
Das Municipio Solidaridad grenzt an die Municipios Lázaro Cárdenas, Puerto Morelos, Cozumel und Tulum sowie an den Bundesstaat Yucatán.

## Orte
Das Municipio Solidaridad umfasst laut Zensus 2020 136 bewohnte Orte, vom INEGI als urban klassifiziert sind der Hauptort Playa del Carmen sowie Puerto Aventuras. Sechs Orte wiesen beim Zensus 2020 eine Einwohnerzahl von über 200 auf.
| Ort              | Einwohner | Karte |
| ---------------- | --------- | ----- |
| Playa del Carmen | 304.942   |       |
| Puerto Aventuras | 22.878    |       |
| Nuevo Noh-Bec    | 1.774     |       |
| El Sauce         | 523       |       |
| Monte Sinahí     | 443       |       |
| Cárcel Pública   | 429       |       |